# Raiz (dente)

1.Dente 2.Esmalte dentário 3.Dentina 4.Polpa dentária 7.Cemento 12.Raiz 17.Periodonto 18. Gengiva 22.Ligamento periodontal

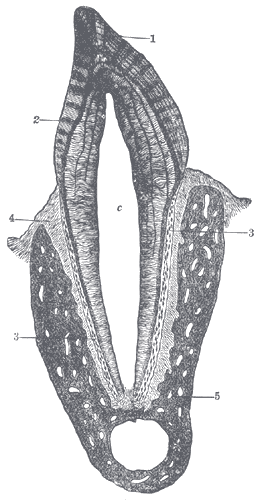
Corte de dente, raiz n°3

A raiz dentária é a parte de um dente compreendida entre o colo e o ápice. Encontra-se inserida no processo alveolar e está revestida por cemento. Uma raiz pode ser única ou dividida em vários ramos, usualmente identificadas pela sua posição relativa, por exemplo, raiz lingual ou raiz bucal. Os dentes que apresentam uma única raiz são os primeiro e segundo pré-molares mandibulares e o segundo pré-molar maxilar. O primeiro pré-molar maxilar apresenta duas raízes na maioria dos casos. Os molares maxilares apresentam três raízes.